# Роберт Грей

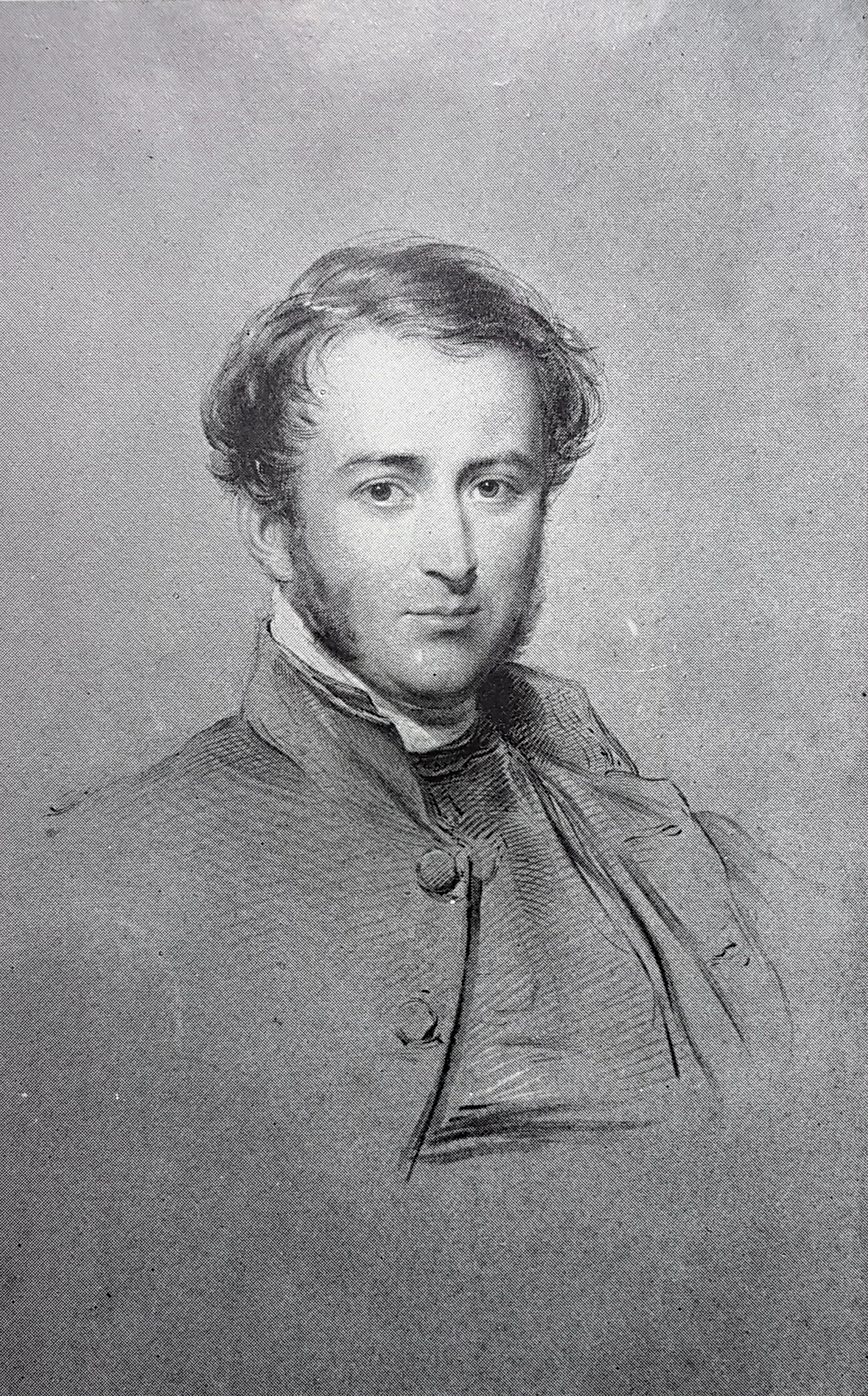
Роберт Грей до поїздки в Кейптаун

Роберт Грей (нар. 3 жовтня 1809 — пом.1 вересня 1872) — перший англіканський єпископ Кейптауна.

## Біографія
Роберт Грей народився в Бішопшері, Південно-Східній Англії, і був дванадцятою дитиною Роберта Грея, єпископа Бристоля.
11 січня 1834 року батько призначив його на посаду диякона у соборі Уельса. Його першою парафією був Вітворт.
1845 року його призначили вікарієм Стоктона на Тісі.
Також він був місцевим секретарем Товариства поширення Євангелія закордоном.

## Діяльність у Кейптауні

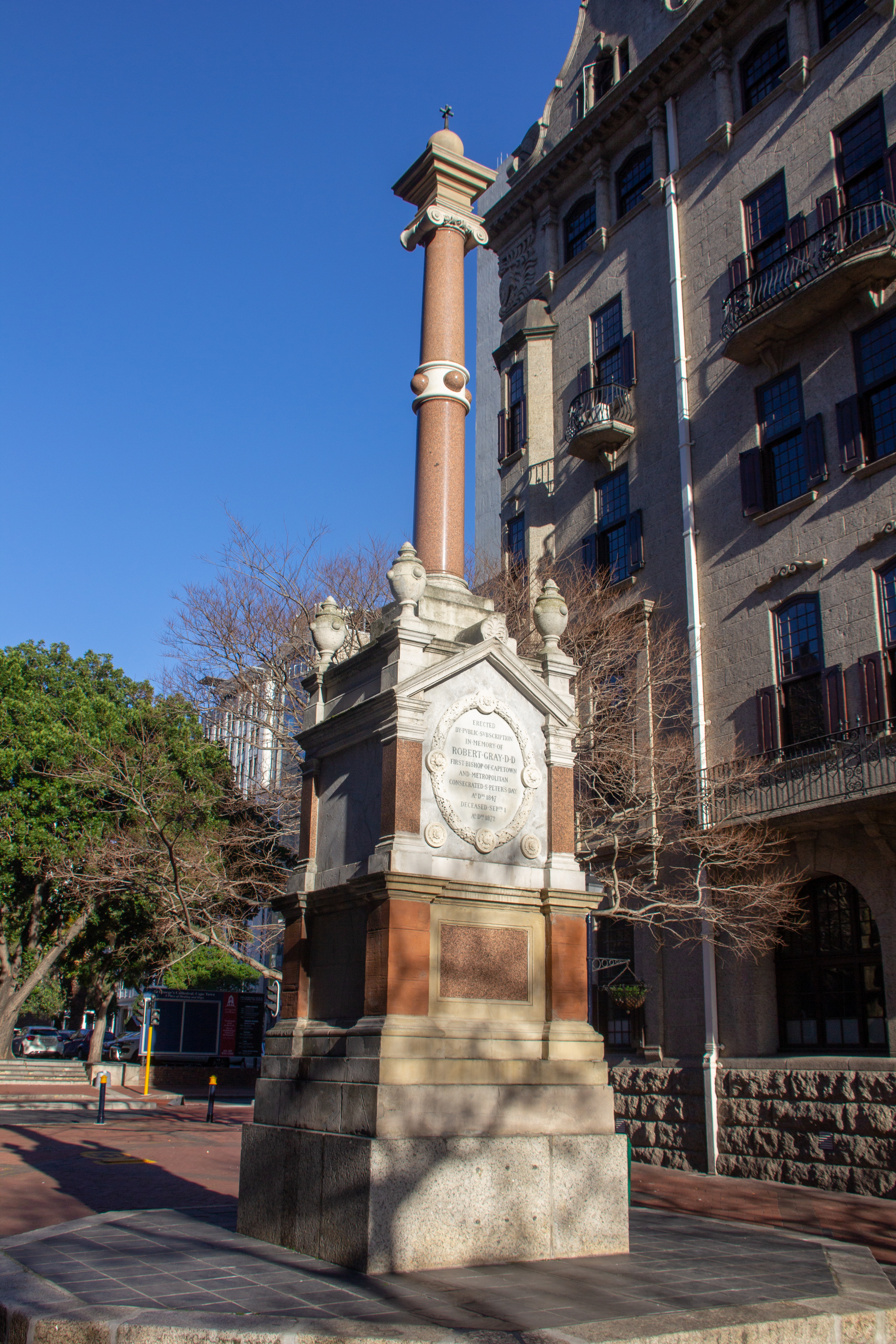
Пам'ятник на честь Роберта Грея в Кейптауні

1847 року його освятили на єпископа Кейптауна в Вестмінстерському абатстві разом з трьома іншими єпископами для Австралії, а в лютому 1848 року він прибув до своєї єпархії, межі якої не були чітко визначеними.
Незабаром після приїзду він вирушив у подорож до своєї єпархії у супроводі Джеймса Гріна, який повинен був бути ректором Пітермаріцбурга в колонії. Діставшись до Греймстауна, він висвятив Вільяма Лонга, з яким пізніше у нього був конфлікт.
1849 року він відвідав Св. Єлену, а 1850 року дійшов до Пітермаріцбурга. Ця подорож переконала його в необхідності поділу єпархії на частини. Він повернувся в Англію, щоб домовитись про це, і в 1853 році він подав у відставку з єпархії та отримав дозволи для створення менших англіканських єпархій Кейптауну. Для цього було освячено два нові єпископи: Джон Вільям Коленсо як єпископ Натальський і Джон Армстронг як єпископ Греймстауна.
1949 року він заснував єпархіальний коледж в Рондобоші, Кейптаун.
Велику частину його життя займала ворожнеча з Коленсо щодо його нібито єретичних думок.

## Родина
Роберт Грей був одружений з Софі Міддлтон, дочці повітового сквайра Річарда Уортона Міддлтона з Дарему і Йоркширу.
У них народився син Чарльз, який написав книгу «Життя Роберта Грея».

## Дивитись також
- Єпископський єпархіальний колегіум